# SMS Tegetthoff (1878)
SMS Tegetthoff byla poslední postavená kasematová obrněná loď Rakousko-uherského námořnictva. Ve službě byla od roku 1881. Nebyla bojově nasazena. Od roku 1897 sloužila jako strážní loď v Pule. Roku 1912 byla přejmenována na SMS Mars, čímž bylo její jméno uvolněno pro dreadnought SMS Tegetthoff. Po první světové válce bylo plavidlo v rámci reparací předáno Itálii a roku 1920 sešrotováno.

## Stavba

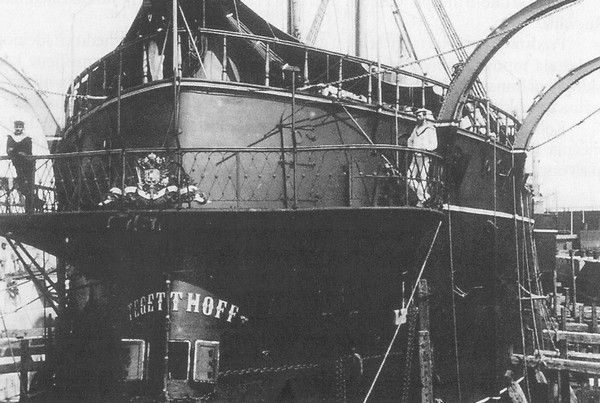
Tegetthoff

Plavidlo postavila loděnice Stabilimento Tecnico Triestino v Terstu. Kýl lodi byl založen 1. dubna 1876, trup lodi byl spuštěn na vodu 15. října 1878 a hotová bitevní loď byla do služby přijata v říjnu 1881.

## Konstrukce
Hlavní výzbroj tvořilo šest 28cm kanónů Krupp L/18 v pancéřované kasematě uprostřed trupu. Doplňovala je starší bronzová 7cm děla, z nichž čtyři stála v rozích kasematy a dvě v jejím středu. Dále bylo neseno devět rychlopalných 4,7cm kanónů a dva kulomety. Příď byla opatřena klounem. Plavidlo původně mělo takeláž s plachtami o ploše 1347,6 m.2 Původní nízkotlaký dvouválcový horizontální parní stroj (o výkonu 6706 ihp) poháněl jeden lodní šroub. Nejvyšší rychlost dosahovala 19,97 uzlu.

### Modernizace
V roce 1893 byla loď komplexně modernizována. Novou výzbroj tvořilo šest 24cm kanónů Krupp L/35 C 86 v pancéřové citadele, které doplňovalo pět 15cm kanónů L/35 chráněných štíty na horní palubě. Lehkou výzbroj představovaly dva 7cm kanóny, devět rychlopalných 4,7cm kanónů Hotchkiss L/44, šest rychlopalných 4,7cm kanónů Hotchkiss L/33, dva 8mm kulomety a dva 35cm torpédomety. Takeláž byla odstraněna a nahrazena bojovými stěžni, na kterých byly ocelové stěžňové koše s lehkými kanóny. Plavidlo dostalo zcela nový pohonný systém, který tvořily dva trojválcové expanzní parní stroje Schichau o výkonu 8160 ihp, pohánějící dva lodní šrouby. Rychlost se zvýšila až na 15,3 uzlu. Posádka se zvětšila na 575 osob.